# ويليام جي. باول
ويليام جي. باول (بالإنجليزية: William G. Powell)‏ هو ضابط أمريكي، ولد في 8 سبتمبر 1871 في سانت لويس في الولايات المتحدة، وتوفي في 9 يناير 1948 في فينس في فرنسا.